# Premio Nacional de Genética
El Premio Nacional de Genética es un galardón de la Sociedad Española de Genética otorgado como reconocimiento a la labor científica de los intestigadores más destacados en el campo de la genética.

## Lista de ganadores del Premio Nacional de Genética

### 2009
- Antonio García-Bellido García de Diego, profesor del Consejo Superior de Investigaciones Cientiíicas, y catedrático honorario de la Universidad Autónoma de Madrid.
- Santiago Rodríguez de Córdoba, profesor del Consejo Superior de Investigaciones Cientiíicas.
- Carlos López Fanjul de Argüelles, catedrático de genética de la Universidad Complutense de Madrid.

### 2010
- Montserrat Aguadé Porres, catedrática de genética de la Universidad de Barcelona.[1][2]
- Montserrat Baiget Bastus, directora del Servicio de Genética en el Hospital de la Santa Cruz y San Pablo.
- Miguel Ángel Toro Ibáñez, catedrático de genética de la ETSI Agrónomos de la Universidad Politécnica de Madrid.

### 2011
- Enrique Cerdá Olmedo, catedrático de genética de la Universidad de Sevilla.
- Manel Esteller Badosa, investigador en el IDIBELL.[3][4]

### 2012
- Andrés Moya Simarro, profesor de genética en la Universidad de Valencia.[5]
- José Ignacio Cubero Salmerón, profesor en la Universidad de Córdoba.

### 2013
- José Luis Micol Molina, profesor en la Universidad de Murcia.[6]
- Ginés Morata Pérez, profesor de investigación del Consejo Superior de Investigaciones Científicas.[7]

### 2015
- Ángel Carracedo Álvarez.[8][9]

### 2017
- Francisco Juan Martínez Mojica
- Carmen Ayuso García, profesora de la Universidad Autónoma de Madrid de medicina genómica.[10]

### 2021
- Armando Caballero Rúa